# جورج ويلسون (لاعب كرة سلة)
جورج ويلسون (بالإنجليزية: George Wilson)‏ (3 فبراير 1914 بشيكاغو في الولايات المتحدة - 23 نوفمبر 1978 في الولايات المتحدة) هو لاعب كرة قدم أمريكية ومدرب رياضي ولاعب كرة سلة أمريكي في مركزي خلفية ‏ وطرف دفاعي ‏. لعب مع شيكاغو بيرز.

## وصلات خارجية
- جورج ويلسون على موقع سبورتس رفرنس (الإنجليزية)
- جورج ويلسون على موقع مرجع كرة القدم المحترفة.كوم (الإنجليزية)